# Фридрихсвердер

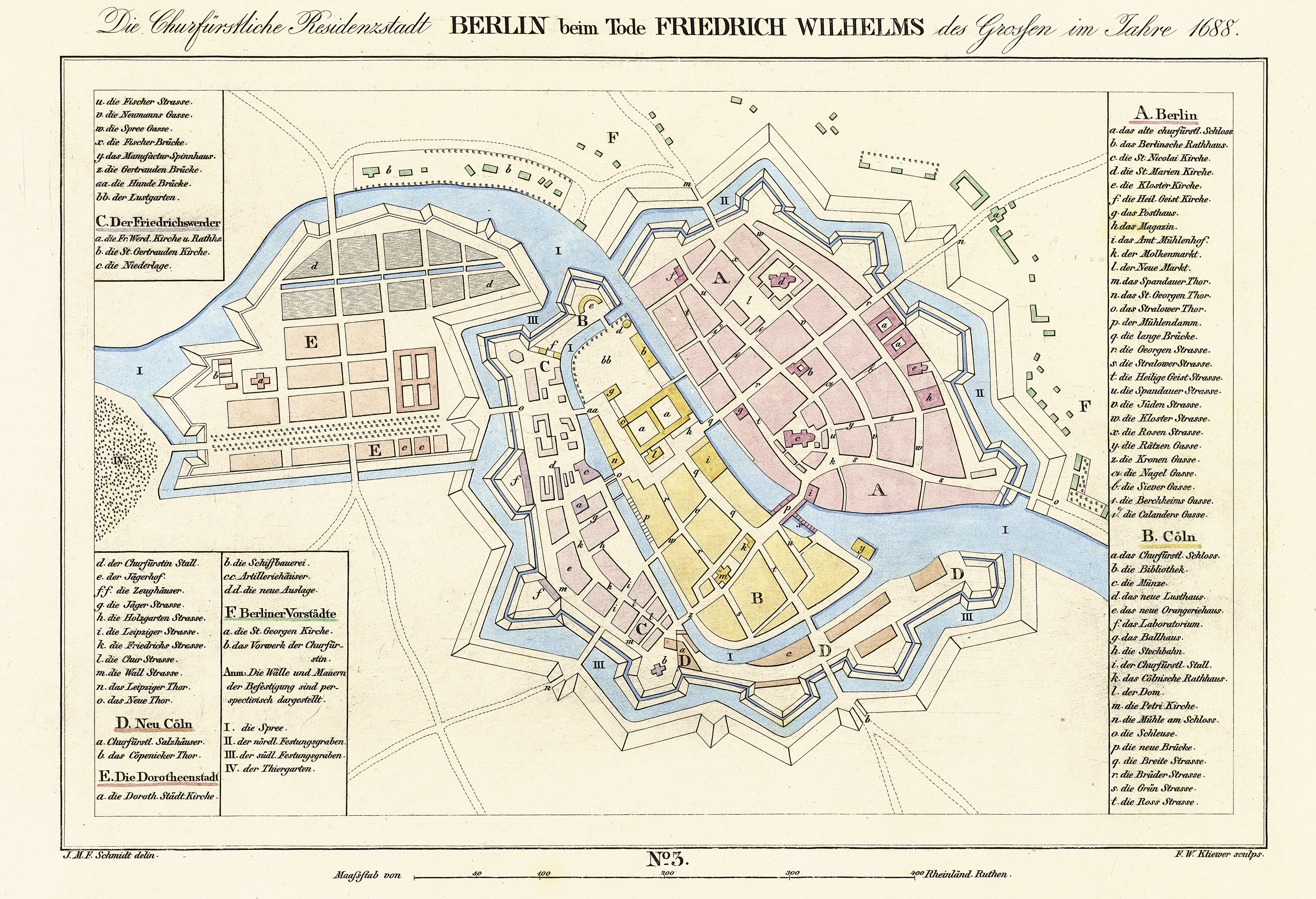
Карта Берлина 1688 года. Фридрихсвердер, расположенный на западе города, обозначен буквой «C»

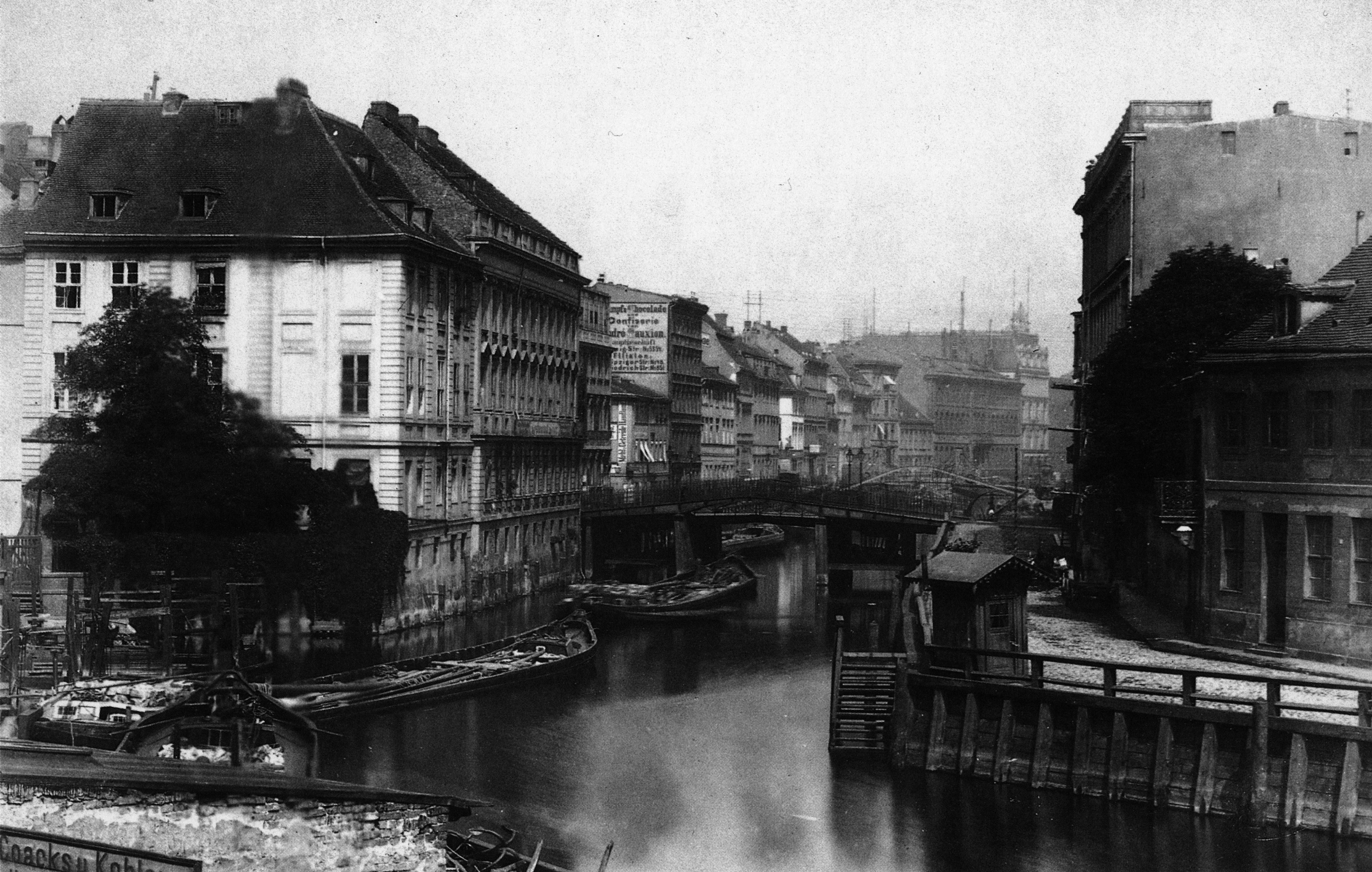
Мост Гертрауденбрюкке (Gertraudenbrücke) через канал Купферграбен соединяет Фридрихсвердер (слева) со Шпрееинзель в берлинском Кёльне. Около 1880 года

Фридрихсвердер (нем. Friedrichswerder — остров Фридриха) — исторический квартал в центре Берлина к западу от канала Шпрее в административном районе Митте.
Границы Фридрихсвердера проходят на севере по улице Хинтер-дем-Гисхаус (нем. Hinter dem Gießhaus), на востоке — по каналу Шпрее, площади Шпиттельмаркт в конце Лейпцигской улицы — на юге и улицам Обервальштрассе (нем. Oberwallstraße) и Нидервальштрассе (нем. Niederwallstraße) и площади Хаусфогтайплац (нем. Hausvogteiplatz) — на западе.
В 1662 году указом курфюрста Фридрихсвердеру, находившемуся к западу от объединившихся Берлина и Кёльна, были предоставлены городские права, а в 1668 году новый город оказался внутри крепостных укреплений Берлина. «Остров» в названии Фридрихсвердера объясняется тем, что первоначально город Фридрихсвердер почти полностью был окружён водой канала Шпрее и крепостного рва. 18 января 1709 года король Пруссии Фридрих I издал указ об объединении Берлина, Кёльна, Фридрихсвердера, Доротеенштадта и Фридрихштадта в «главную королевскую резиденцию Берлин». В 1870-х годах старую застройку Фридрихсвердера стали сменять новые большие здания, а площадь Хаусфогтайплац превратилась в центр торговли текстильными товарами. Численность населения Фридрихсвердера достигла своего максимума в 1875 году, составив 9 176 человек, а в 1910 году составляла только 2 979. Во Вторую мировую войну Фридрихсвердер подвергся серьёзным разрушениям. На пустыре между Курштрассе (нем. Kurstraße) и Хаусфогтайплац с 2005 года ведётся строительство нового жилого комплекса таунхаусного типа.
Известные сооружения во Фридрихсвердере:
- Выставочный корпус Немецкого исторического музея, построенный в 2003 году по проекту архитектора Бэй Юймина
- Цейхгауз
- Дворец кронпринцев
- Фридрихсвердерская церковь
- Медвежий фонтан на площади Вердершер-Маркт
- здание Министерства иностранных дел Германии, построенное в 1999 году

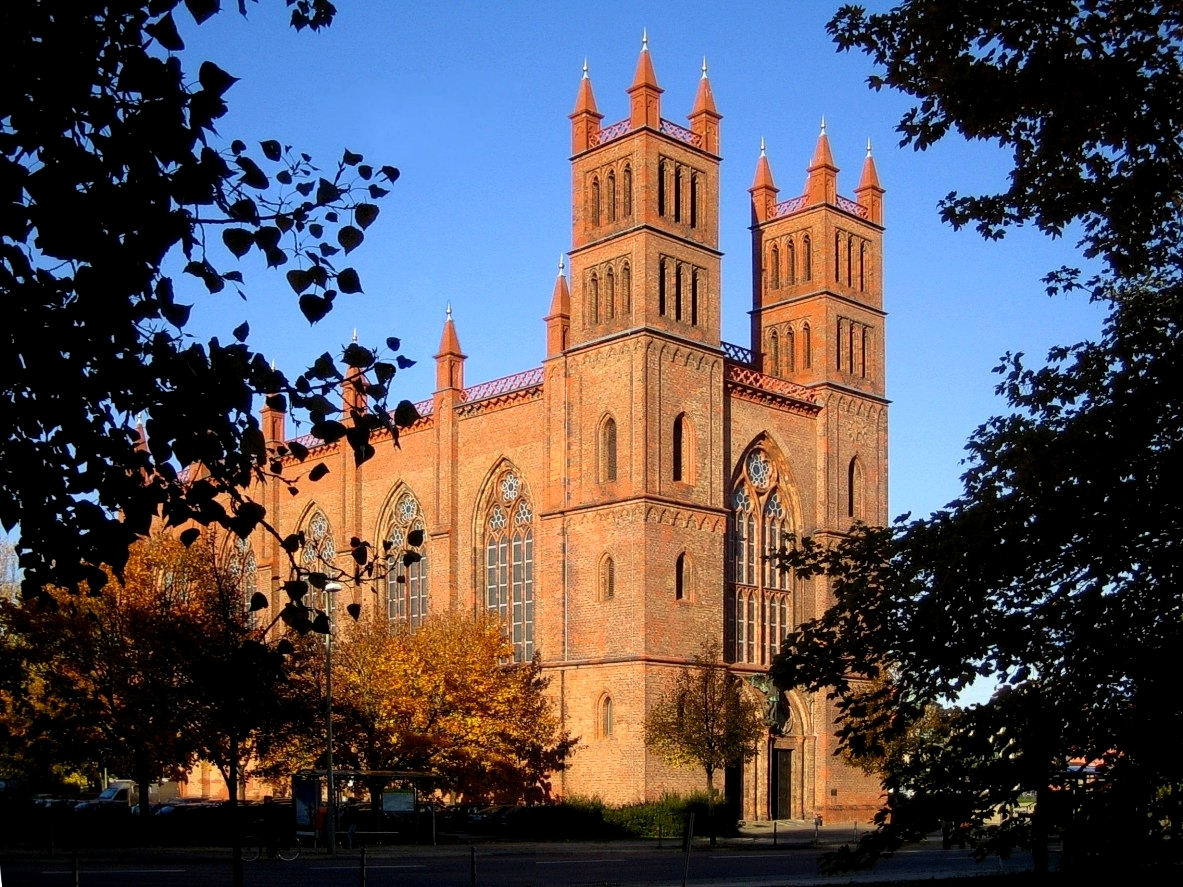
Неоготическая Фридрихсвердерская церковь
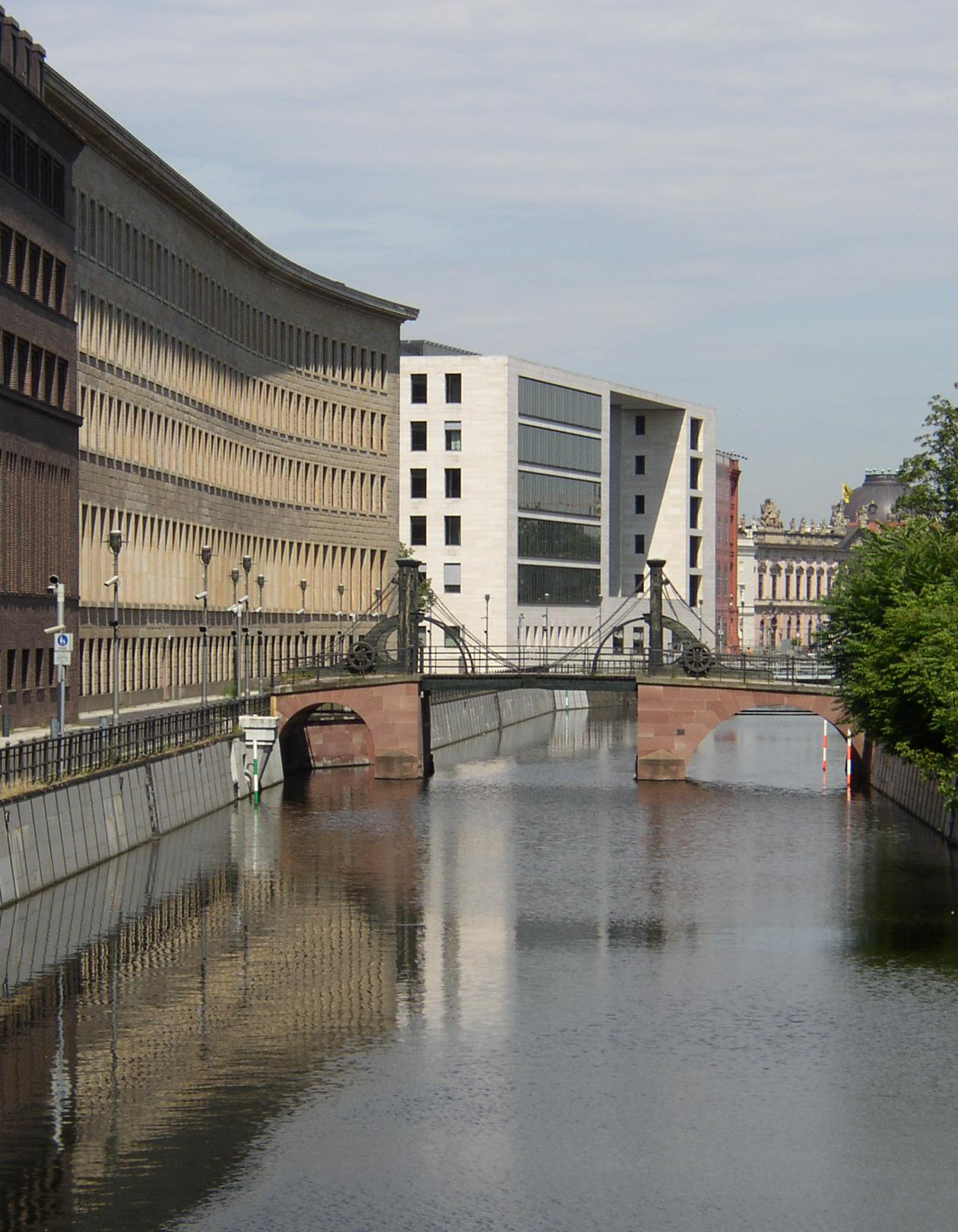
Здание Министерства иностранных дел ФРГ за Девичьим мостом